# Rok Języka Polskiego
Rokiem Języka Polskiego został nazwany rok 2006, o czym 22 grudnia 2005 roku zdecydował  Senat Rzeczypospolitej Polskiej specjalną uchwałą.
21 lutego w Senacie, odbyła się inauguracja obchodów Roku Języka Polskiego, w postaci dyktanda parlamentarnego, w którym uczestniczyły wszystkie kluby poselskie. Zwyciężył klub Prawa i Sprawiedliwości, natomiast kluby LPR, PO, PSL, Samoobrony i SLD zajęły wspólnie drugie miejsce.

## Szczegółowe informacje
- Specjalna sekcja na stronie Akcji PZP